# شون يونغ
ماري سين يونغ (بالإنجليزية: Sean Young)‏ (ولدت في 20 نوفمبر 1959) ممثلة أمريكية عرفت بظهورها في فيلم بليد رونر (1982)، كثيب (1984)، لا مفر (1987)، وول ستريت (1987)، كوزينز (1989) إيس فينتورا: بيت ديتكتيف (1994).

## نشأتها
ولدت يونغ في لويزفيل، كنتاكي، وهي ابنة دونالد يونغ جونيور، منتج تلفزيوني وصحفي، ولي جوثري (ماري لي كين)، كاتبة سيناريو ومديرة علاقات عامة وصحفية. التحق يونغ بمدرسة كليفلاند هايتس الثانوية في كليفلاند هايتس، أوهايو. كما التحقت أيضًا بمدرسة الباليه الأمريكية في مدينة نيويورك. قبل أن تصبح ممثلة، عملت يونغ كعارضة أزياء وراقصة باليه.

## حياتها الشخصية
في عام 1990، تزوج الشاب روبرت لوجان، الذي لديها ابنين وقد انفصل الزوجان في عام 2002 وتزوجا مرة أخرى في عام 2011. في يناير 2008، فحص يونغ إعادة التأهيل الذاتي لتعاطي الكحول.

## روابط خارجية
- الموقع الرسمي
- شون يونغ على موقع IMDb (الإنجليزية)
- شون يونغ على موقع روتن توميتوز (الإنجليزية)
- شون يونغ على موقع مونزينجر (الألمانية)
- شون يونغ على موقع ألو سيني (الفرنسية)
- شون يونغ على موقع تيرنر كلاسيك موفيز (الإنجليزية)
- شون يونغ على موقع أول موفي (الإنجليزية)
- شون يونغ على موقع قاعدة بيانات الأفلام السويدية (السويدية)
- شون يونغ على موقع إن إن دي بي (الإنجليزية)
- شون يونغ على موقع ديسكوغز (الإنجليزية)
- شون يونغ على موقع قاعدة بيانات الفيلم (الإنجليزية)